# Col d'Herbouilly
Le col d'Herbouilly, quelquefois confondu avec l'appellation col de Chalimont qui est très proche, est un col routier en Isère à 1 370 m d'altitude.

## Géographie
Le col d'Herbouilly se trouve à 1 370 m d'altitude dans la forêt de Chalimont (forêt communale de Villard-de-Lans), en bordure septentrionale de la plaine d'Herbouilly, dans le massif du Vercors au sud-ouest du territoire communal de Villard-de-Lans. Il est emprunté par la RD 215C. Le panneau du parc naturel régional du Vercors indiquant le « col de Chalimont » est placé 200 mètres au nord, à 1 361 m d'altitude, au croisement avec la piste forestière du plateau de Château-Julien. Cette appellation n'est pas reconnue sur les cartes IGN.
Le col d'Herbouilly abrite un belvédère accessible aux piétons, lequel domine le site de la plaine d'Herbouilly, un plateau situé quelques centaines de mètres plus au sud.

## Histoire
La ferme d'Herbouilly fut le poste de commandement du capitaine Goderville en juin 1944. Le col est également proche du site historique de Valchevrière, haut lieu de la résistance intérieure française.

## Activités

### Randonnée
Après avoir franchi ce col en direction de Saint-Martin-en-Vercors, le promeneur peut découvrir le site de la ferme d'Herbouilly. D'autres sentiers permettent également de rejoindre le Pot du Loup et son ancienne borne frontière, ainsi que le site de Roche Rousse.

### Cyclisme

#### Tour de France
Classé au Grand Prix de la montagne du Tour de France en 1re catégorie ou 2e catégorie, le col a été emprunté par le Tour de France sous le nom de « côte de Chalimont » en 1984 et 1987 et « col de Chalimont » en 2004.
| Année | Étape | Ville de départ   | Ville d’arrivée           | Catégorie | 1er au sommet    |
| ----- | ----- | ----------------- | ------------------------- | --------- | ---------------- |
| 2004  | 15e   | Valréas           | Villard-de-Lans Cote 2000 | 2         | Richard Virenque |
| 1987  | 14e   | Valréas           | Villard-de-Lans           | 1         | Pedro Delgado    |
| 1984  | 14e   | Domaine du Rouret | Grenoble                  | 1         | Pascal Simon     |

### Ski de fond
La « Royale », itinéraire de 26 à 30 km (selon les variantes) aménagé pour le ski de fond au site nordique du Haut Vercors, liée à une épreuve sportive,, emprunte la route départementale au niveau du col. Symbolisé sur des panneaux par un marquage à fleur de lys, son nom provient des gravures dans des rochers (ou bornes) délimitant les territoires du comte de Sassenage et des archevêchés de Die, sur lesquels repose la limite entre les départements de l'Isère et de la Drôme,.

### Spéléologie
Ce col est situé à proximité des sites de spéléologie de la grotte de la Cheminée, du scialet de Malaterre et du gour Fumant.

Site des cols d'Herbouilly et de Chalimont
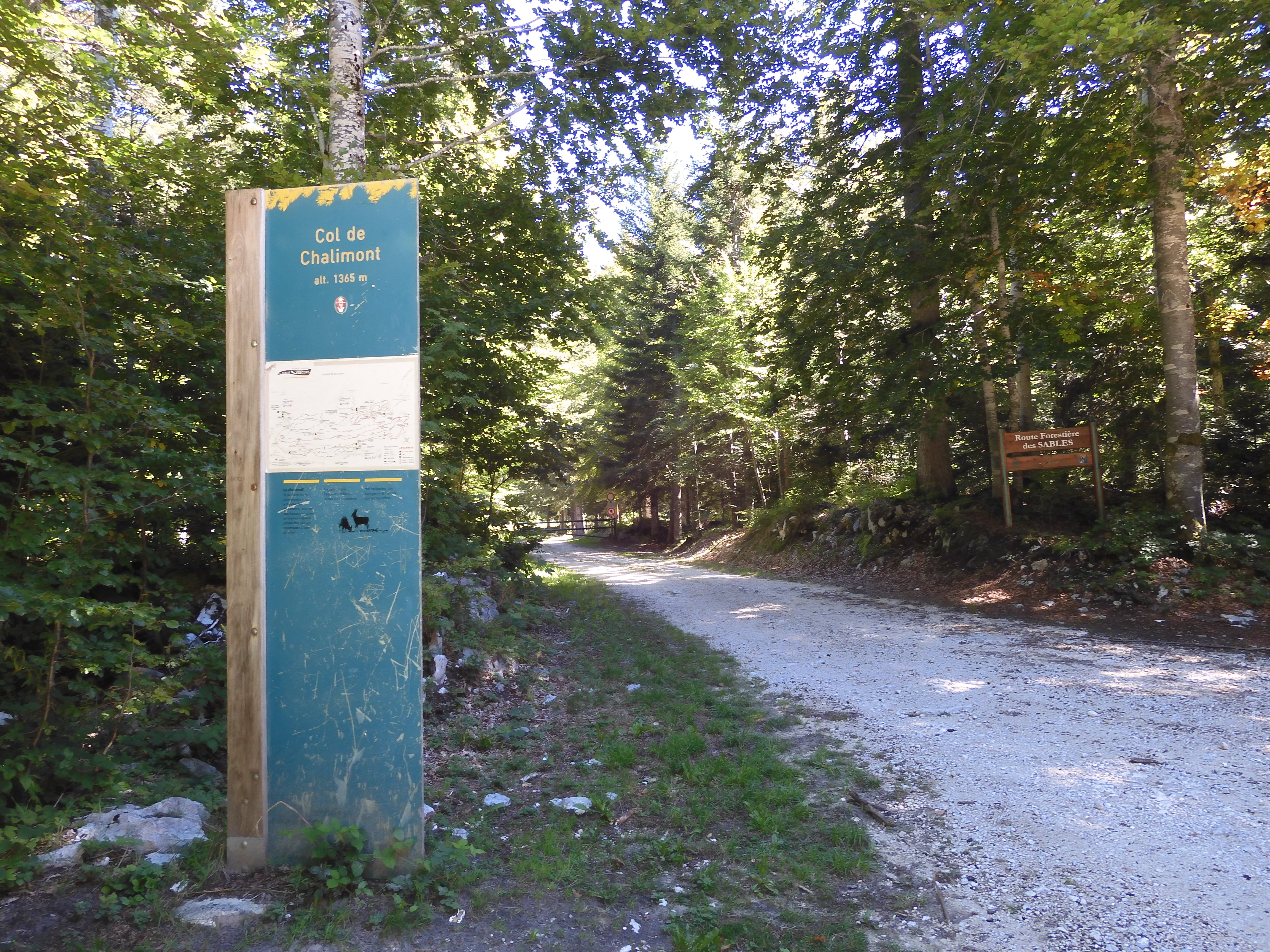
Col de Chalimont.
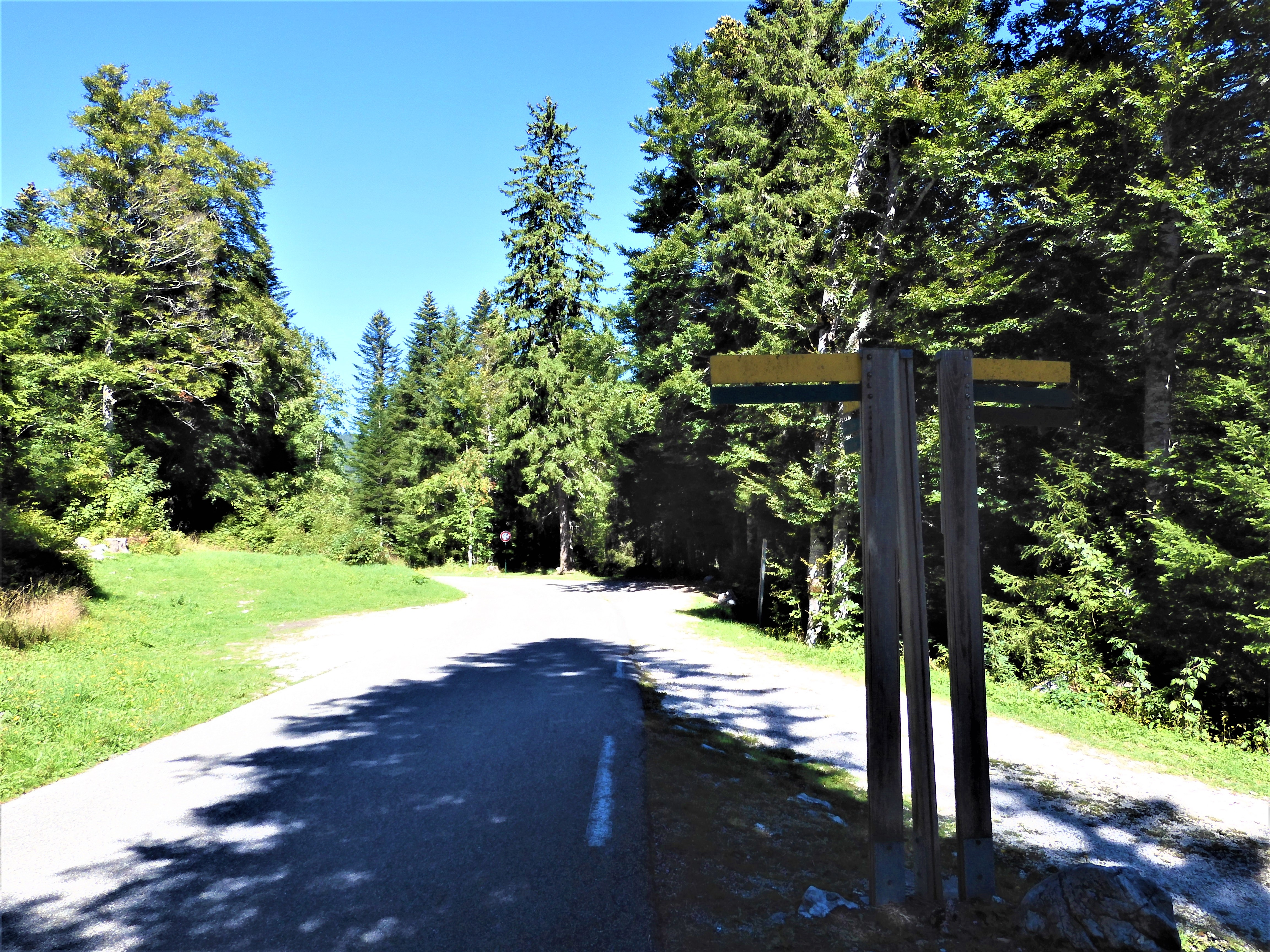
Col d'Herbouilly en direction du col de Chalimont.
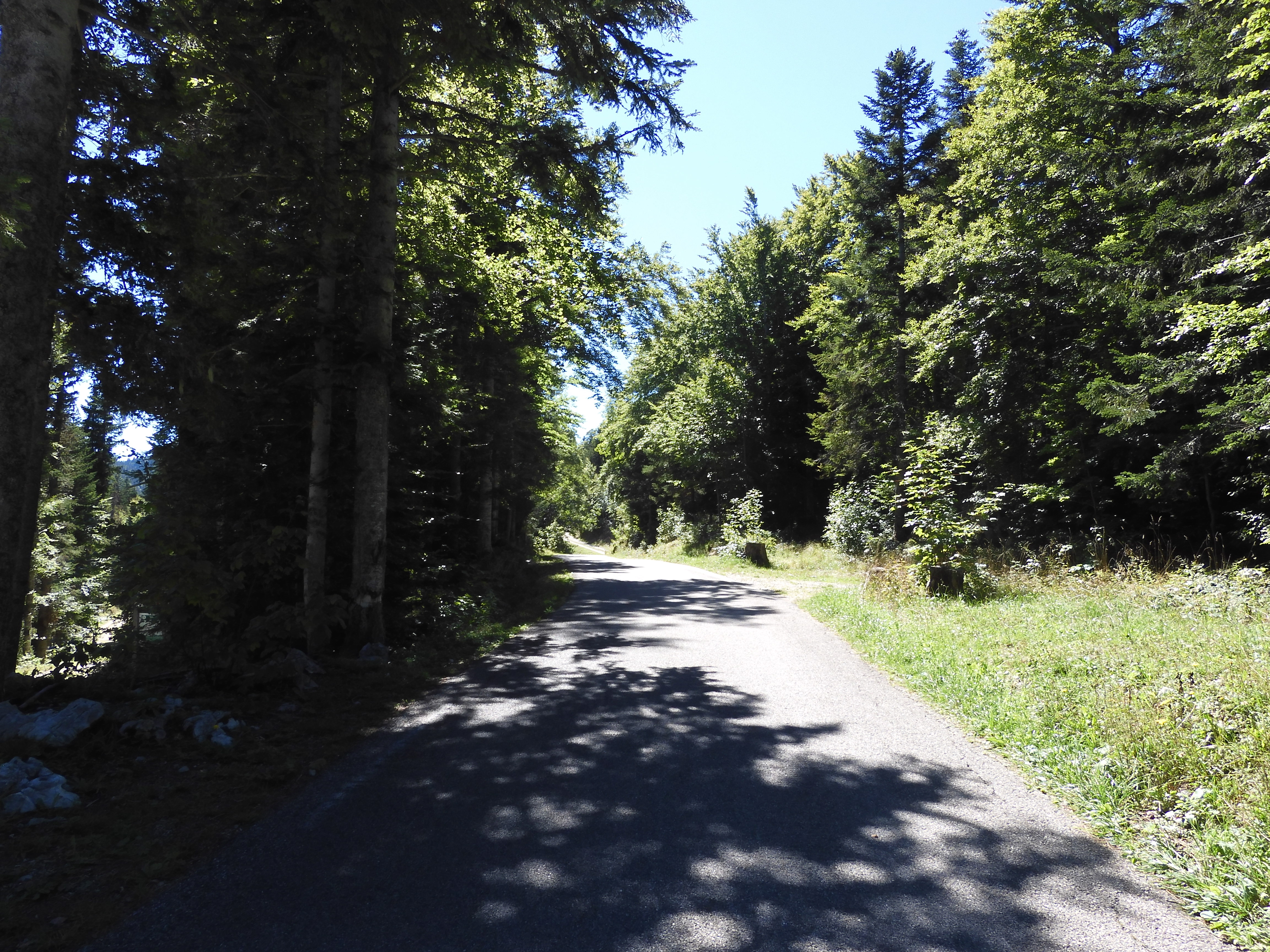
Col d'Herbouilly en direction du belvédère d'Herbouilly.
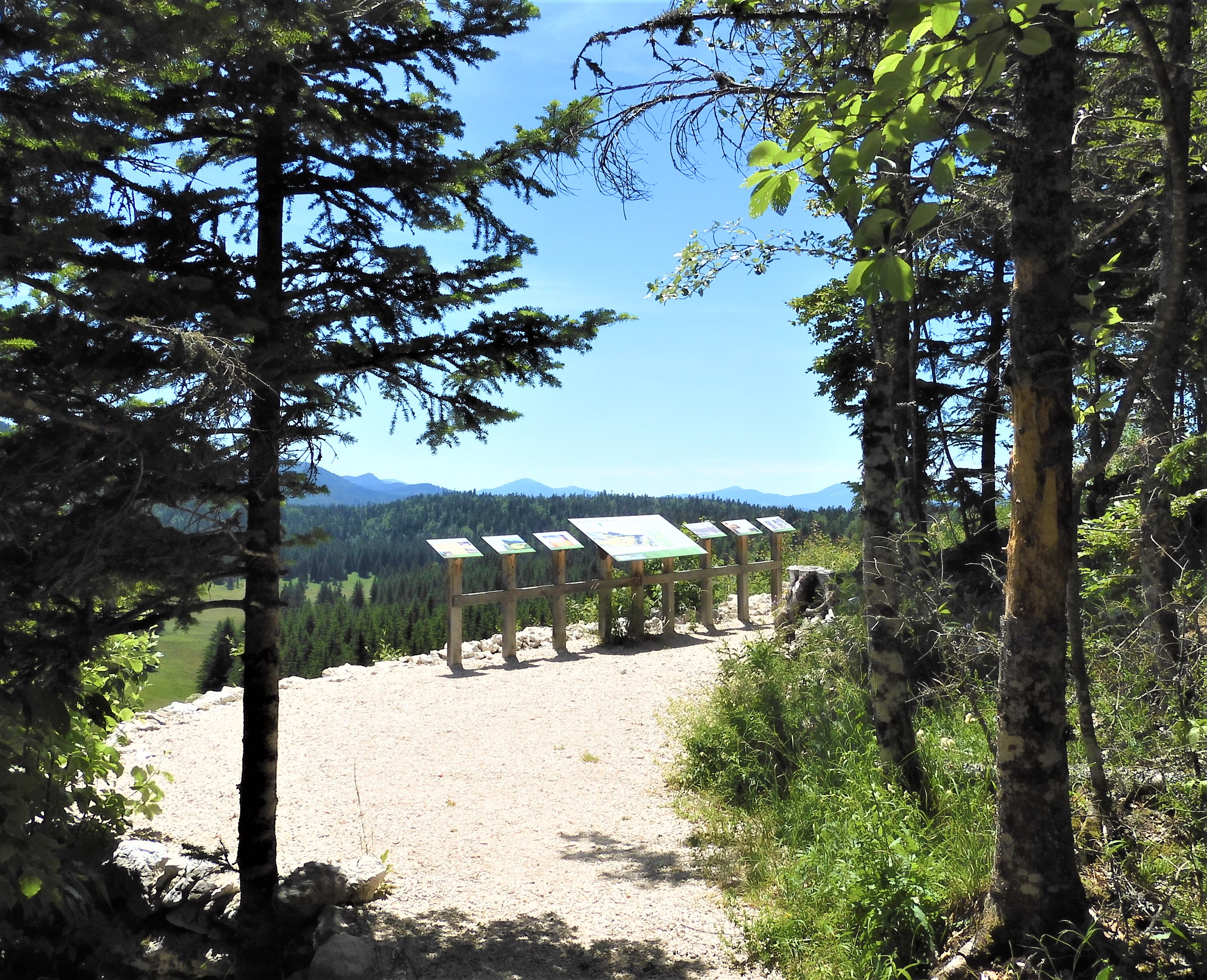
Belvédère du col d'Herboully.
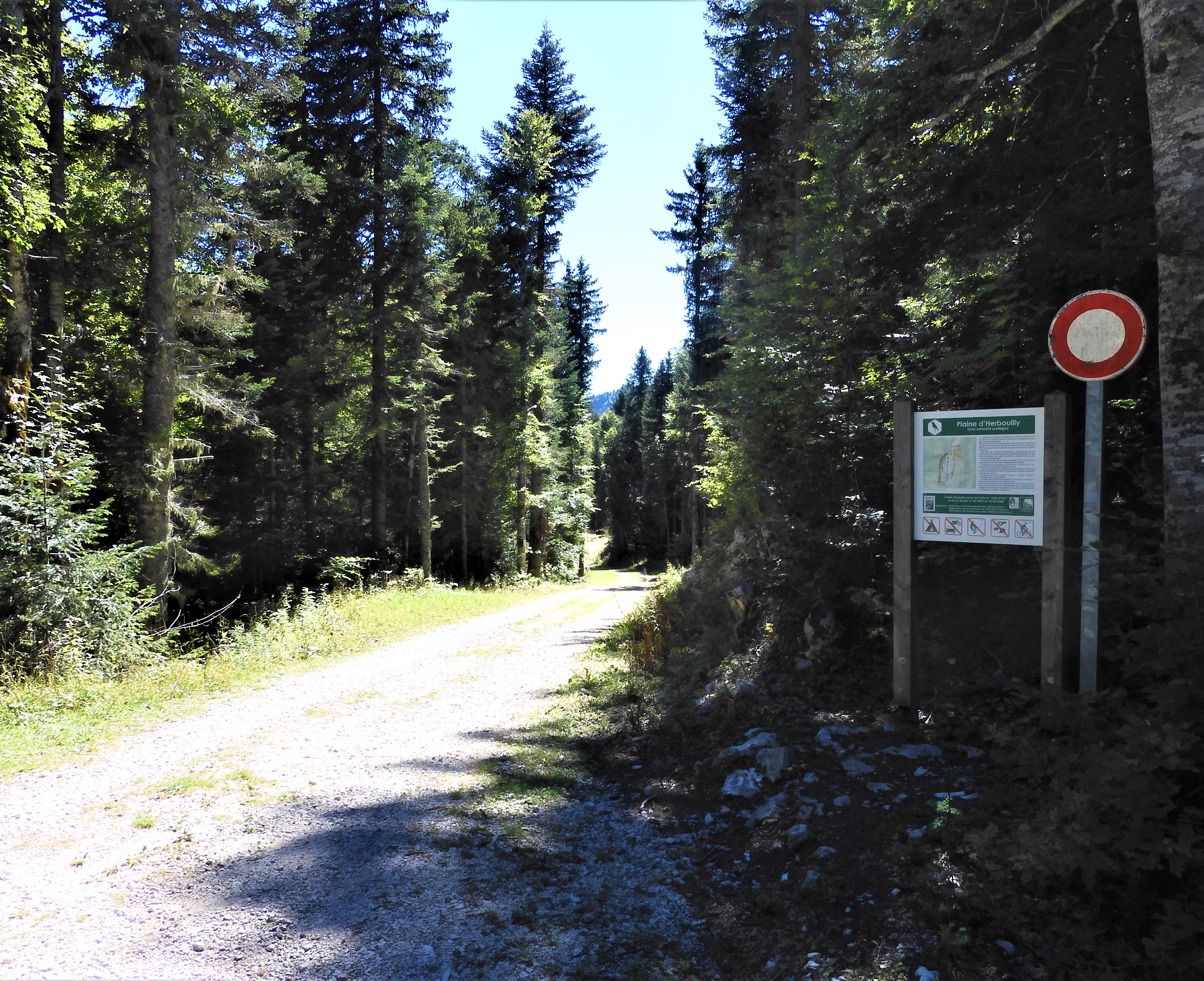
Chemin de la plaine d'Herbouilly.
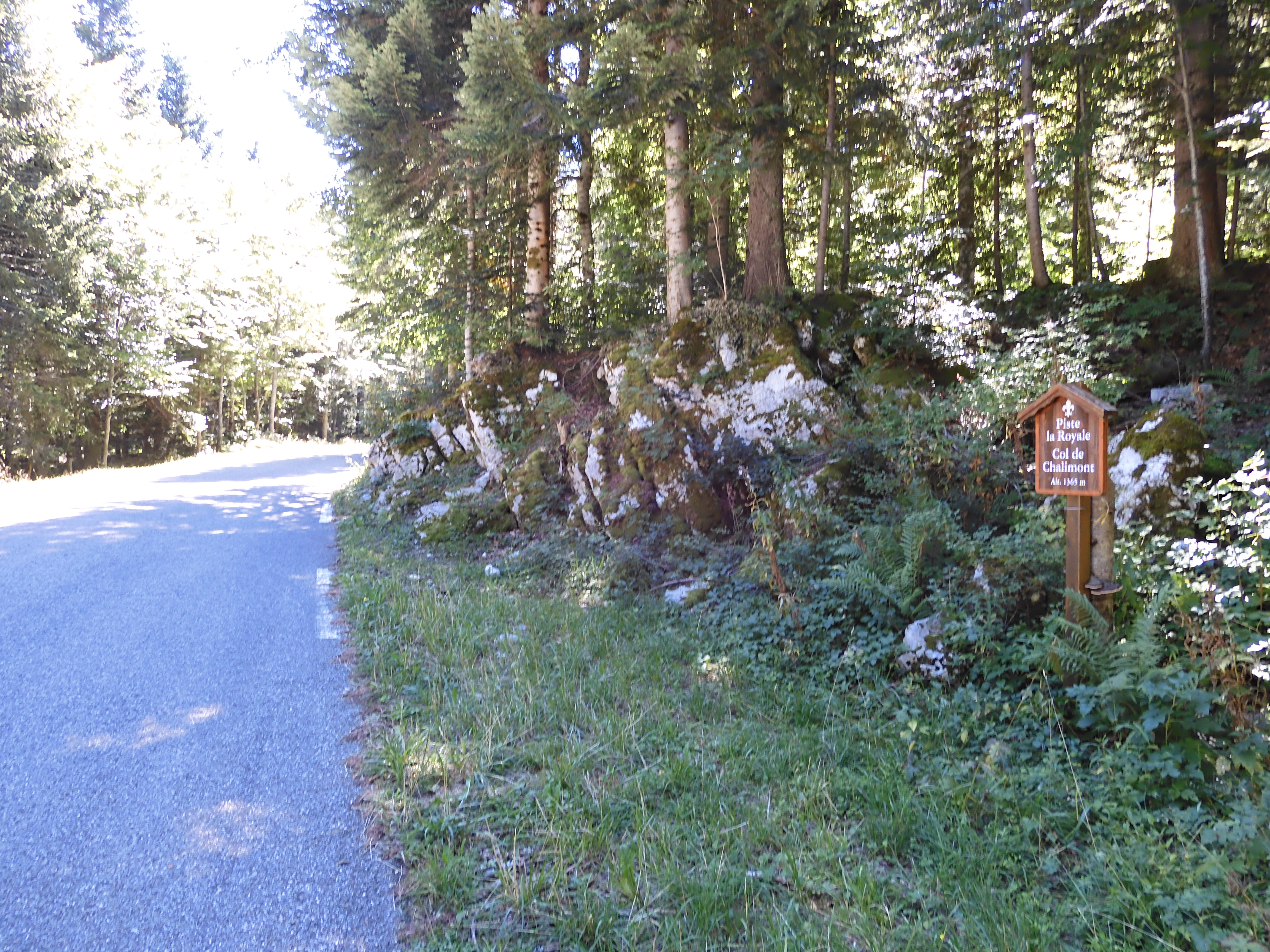
Panneau de la Royale (itinéraire de ski de fond).

## Dans la culture
Le livre de l'historien et éditeur français Antoine de Baecque, Ma forteresse - Journal du Vercors, édité chez Paulsen en 2022, évoque le col de Chalimont.

### Cartographie
- TOP25 3236 OT (Villard-de-Lans Mont Aiguille - PNR du Vercors)